# هالوين (فلم 1978)
هالووين (بالإنجليزية: Halloween) هو فيلم رعب أمريكي، صدر عام 1978، من إخراج جون كاربنتر ومن إنتاج مصطفى العقاد. بطولة دونالد بلسزانس وجيمي لي كيرتيس. تدور احداث الفيلم في ضواحي مدينة هادونفيلد الخيالية بوسط غرب الولايات المتحدة، إلينوي في هالووين، وتدور أحداثه حول مايكل مايرز الذي حين كان غلاما صغيرا قتل أخته الأكبر منه سنا ووالدته وزوجها، ويفر من مستشفى الأمراض النفسية بعد 17 عاما ليقتل اخته الصغرى ويبدأ في قتل عددا من المراهقين، في حين يحاول د. سام لوميس إيقافه.
تم إنتاج الفيلم بميزانية قدرها 320,000$ دولار أمريكي، وحقق 60$ مليون دولار في شباك التذاكر في الولايات المتحدة، أي ما يعادل أكثر من 150 مليون دولار اعتبارا من عام 2008، فأصبح واحد من الأفلام المستقلة الأكثر ربحية. كثير من النقاد شبهوا الفيلم بفيلم المخرج الكبير ألفرد هيتشكوك سايكو.
الفيلم ساهم في إنشاء العديد من كليشيهات أفلام الرعب ذات الميزانيات المنخفضة وذلك أثناء الثمانينات والتسعينيات من القرن الماضي. ومع ذلك، فإن الفيلم يحتوي القليل من العنف. وفي عام 2006، بعد اختياره لعملية حفظ في الولايات المتحدة لتسجيل الافلام من قبل مكتبة الكونغرس بأنه «أثر حظاري وتاريخي أو جمالي».
أشار بعض المنتقدون أن الفيلم قد يشجع سادية وكراهية النساء من خلال تحديد الجمهور مع الشرير. وأشار نقاد آخرون ان الفيلم نقد اجتماعات فجور الشباب والمراهقين في أمريكا في وقت السبعينيات، مشيرا إلى أن العديد من ضحايا مايرز هم من متعاطي المخدرات وممارسة الجنس الغير شرعي، في حين وصفت البطلة الوحيدة بالبراءة وبالتالي البقاء على قيد الحياة على الرغم من أنها من مدخني الماريوانا.

## روابط خارجية
- مقالات تستعمل روابط فنية بلا صلة مع ويكي بيانات